# آن ماي
آن ماي (بالإنجليزية: Ann May)‏ هي ممثلة أمريكية، ولدت في 1901، وتوفيت في 26 يوليو 1985.

## وصلات خارجية
- آن ماي على موقع IMDb (الإنجليزية)
- آن ماي على موقع أول موفي (الإنجليزية)
- آن ماي على موقع قاعدة بيانات الفيلم (الإنجليزية)